# Rio Peixoto de Azevedo
Rio Peixoto de Azevedo är ett vattendrag i Brasilien.   Det ligger i delstaten Mato Grosso, i den centrala delen av landet, 1 000 km nordväst om huvudstaden Brasília.
Omgivningarna runt Rio Peixoto de Azevedo är huvudsakligen savann. Runt Rio Peixoto de Azevedo är det mycket glesbefolkat, med 7 invånare per kvadratkilometer.